# 主顯小堂
主顯小堂（英語：Epiphany Chapel）是一座香港天主教教堂，由天主教香港教區管理。位於大嶼山東涌上嶺皮村13號。

## 牧職人員
- 主任司鐸：王安民神父（Anthonyswamy Ezakias）
- 助理司鐸：羅庇道神父（A.S.Rossa）
- 助理司鐸：康鵬岩神父（Peter Krakowczyk）

## 堂區現況

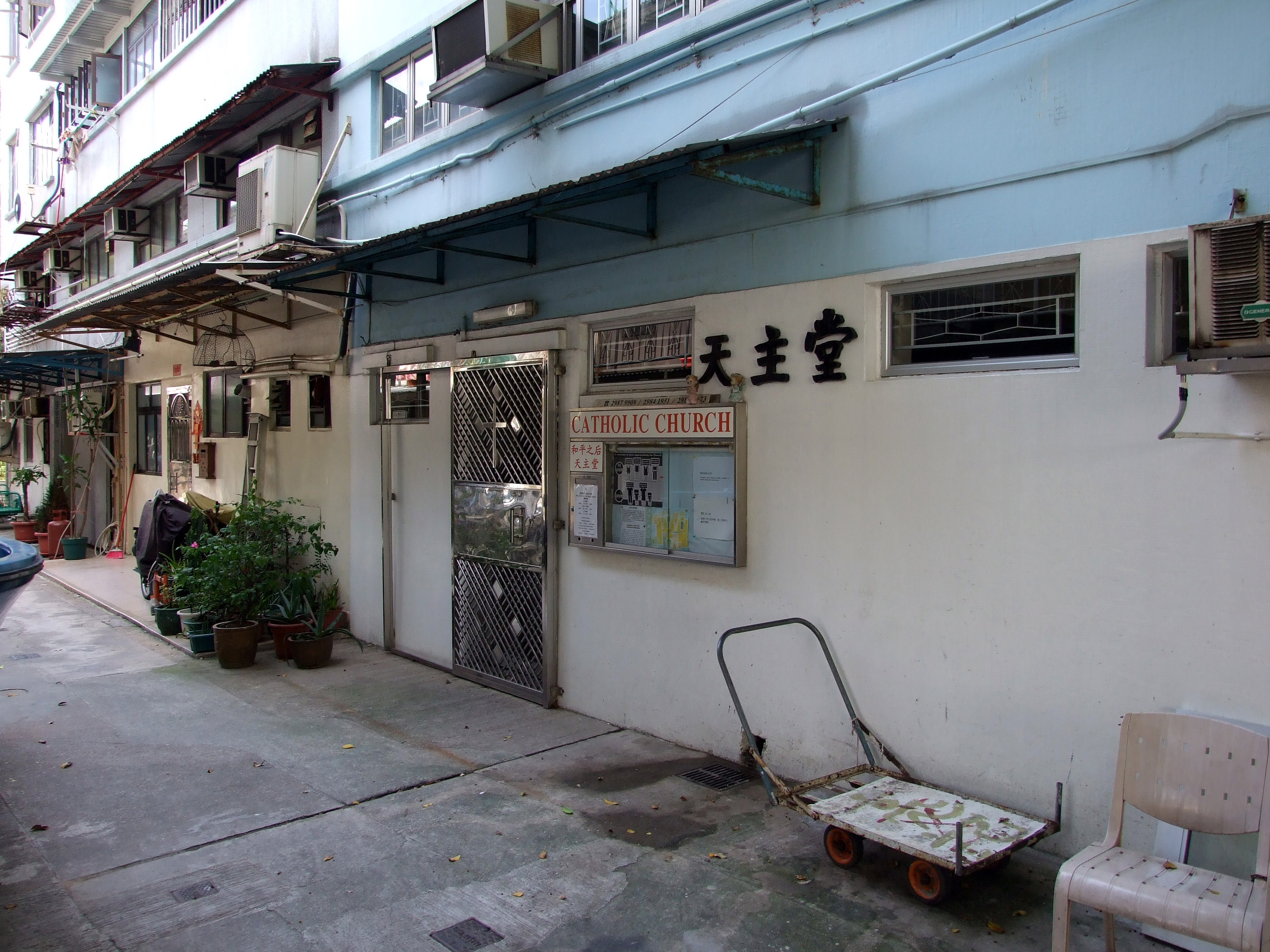
和平之后天主堂

主顯堂區服務的範圍，包括大嶼山的梅窩、大澳及坪洲。
而現時，主顯堂區是由三個小堂所組成，包括：
和平之后小堂（英語：Our Lady Queen of Peace Chapel），位於香港坪洲圍仔街十五號遠東發展大廈E座地下。於1959年建立，1981年屬大嶼山主顯堂區。
主顯堂（英語：Epiphany Church），位於大嶼山梅窩碼頭道銀寶大廈D座地下。於1980年秋天，新聖堂及幼稚園落成。
永助聖母小堂（英語：Our Lady of Perpetual Help Chapel），位於大澳太平街112號。約於1923年左右，已有一座聖堂建於現址，1937年重建，並屬大嶼山主顯堂區。

## 堂區歷史
由1997年至1998年開始，東涌新市鎮開始急速發展，而東涌小堂於2000年1月正式命名為「聖母訪親小堂」。
隨著2001年東涌逸東邨及邨內的學校相繼落成，區內的人口立即倍增，教友人數也相應地大幅增加，原設於東涌上嶺皮村天主教幼稚園的小聖堂未能容納激增的信眾。因此，堂區在同年9月起，借用東涌天主教學校中學部禮堂，舉行提前主日及主日彌撒。2002年9月，小學部落成啟用，於是便遷往小學禮堂舉行主日彌撒；至於原來的聖母訪親小堂，則仍作舉行平日彌撒，以及善會活動及神父宿舍之用。
2015年10月5日，主顯堂區劃分為兩個新堂區分別屬港島西南及離島總鐸區的主顯堂區，和屬新界西南總鐸區的聖母訪親堂區。

## 堂區主保

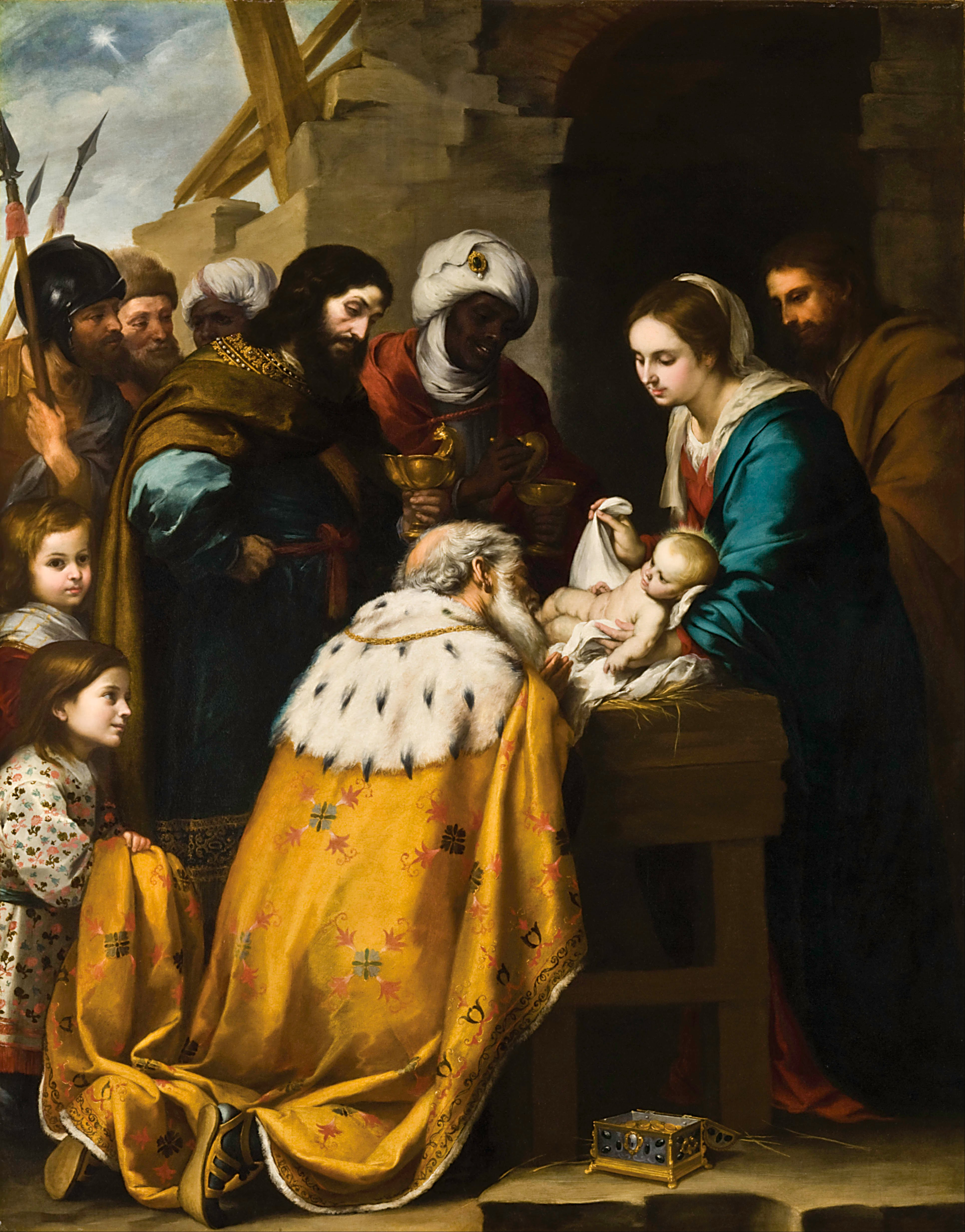
耶穌在降生為人後首次顯露給外邦人(東方三賢士)

主顯節又稱「公現節」，是慶祝救主耶穌在降生為人後首次顯露給外邦人（指東方三賢士，然而天主之母以及養父聖若瑟並不包括在內）的節日。由於在《天主教教理》上，世人均是全是外邦人，因此，對世人（特別是天主教教友者）來說，主顯節是一個非常重大的節慶。

## 彌撒及禮儀時間

### 主顯小堂
- 主日彌撒：08:00(粵語)、10:45 & 18:00 (英語)
- 平日彌撒：星期二08:30(粵語)、星期五20:00(英語)

### 永助聖母小堂
- 提前主日彌撒：星期六10:00(粵語)

### 坪洲和平之后小堂
- 主日彌撒：10:30(粵語)
- 提前主日彌撒：星期六20:30(英語)
- 平日彌撒：星期五08:30(粵語)

## 外部連結
- 主顯堂網站 （页面存档备份，存于）